# Stolbovaja
Stolbovaja (in russo Столбовая?) è una cittadina della Russia europea centrale, situata nell'oblast' di Mosca. Apparteneva amministrativamente al Čechovskij rajon.
Sorge nella parte centromeridionale dell'oblast', 64 chilometri a sud di Mosca.